# Audi Sport quattro
L'Audi Sport quattro è una autovettura sportiva costruita dalla casa automobilistica tedesca Audi, prodotta in 224 esemplari stradali al fine di omologarne la variante da competizione secondo le norme FIA Gruppo B da utilizzare nel Campionato del mondo rally, in cui ha gareggiato dal 1984 al 1986.

## Storia
Nella prima metà degli anni ottanta l'Audi era impegnata con successo nel Mondiale Rally Gruppo B: schierando per prima delle vetture dotate di trazione integrale aveva rivoluzionato questa categoria dell'automobilismo, diventando in breve tempo il punto di riferimento a livello tecnico. Tuttavia nel 1984 la Peugeot fece il suo ingresso nel Mondiale Rally con la propria 205 Turbo 16, frutto di un progetto di nuova concezione, si trattava di una vettura a motore centrale, trazione integrale e telaio realizzato appositamente per le competizioni, soluzioni tecniche ancora più competitive, subito riprese anche da altri costruttori. L'Audi invece disponeva di una vettura che per quanto evoluta e sviluppata, derivava da un telaio in acciaio di una normale vettura stradale con motore anteriore.
La casa tedesca per limitare il divario tecnico, decise allora di progettare una versione a passo accorciato di 32 cm della propria coupé per permettere una migliore guidabilità nei tortuosi percorsi dei rally.
In base al regolamento tecnico di allora, era necessario produrre almeno 200 esemplari omologati per uso stradale per ottenere poi l'omologazione anche della versione da competizione. L'Audi realizzò quindi 224 esemplari stradali di Sport quattro, parallelamente ne sviluppò varie versioni da corsa sempre più evolute: la Sport quattro S1, la  Sport quattro S1 E2 e la Sport quattro S1 E2 Pikes Peak.

## Vettura stradale
Uno dei punti deboli della precedente Audi quattro da rally era l'agilità, essenziale in questa disciplina dell'automobilismo.
La vettura era caratterizzata da un passo relativamente lungo e da un consistente sbalzo anteriore.
Per far fronte a questi problemi, il precedente telaio venne tagliato fra il montante centrale e l'asse posteriore, realizzando così una vettura dal passo accorciato di 320 mm.
Per omologare nei rally questo nuovo telaio rivisto, la casa tedesca dovette produrre una nuova vettura stradale: la Sport quattro.

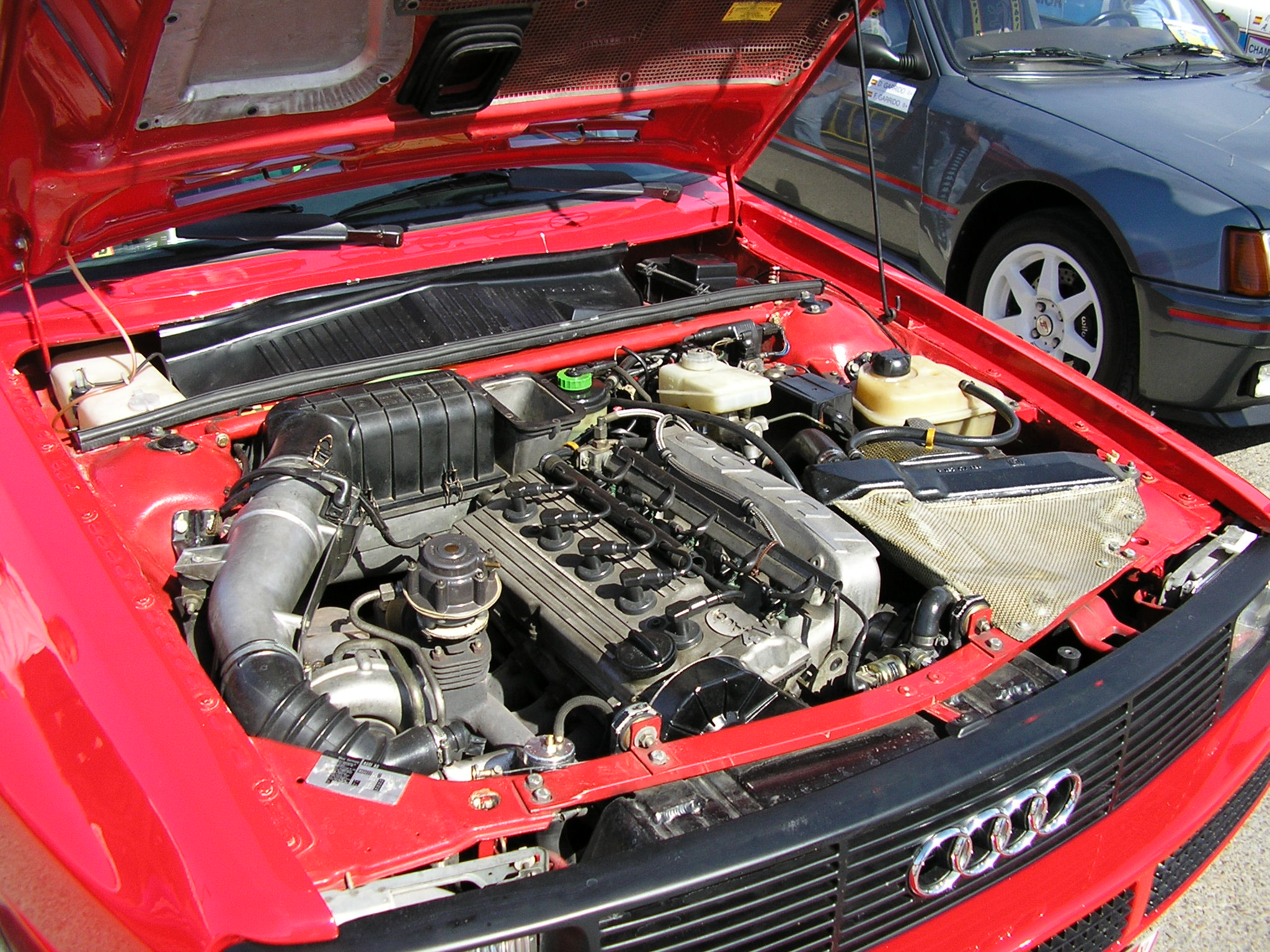
Motore 5 cilindri turbo di una Audi Sport Quattro

Come il precedente modello da cui deriva, quest'auto è sempre spinta da un motore 5 cilindri in linea, ma con una cilindrata leggermente inferiore, ridotta da 2.144 cm³ a 2.133 cm³, un accorgimento per rientrare in una classe di peso minimo inferiore del Gruppo B. Questo propulsore collocato all'avantreno in posizione longitudinale, ha testata e blocco motore realizzati in lega leggera di alluminio, la distribuzione è a doppio albero a camme, 4 valvole per cilindro, iniezione elettronica Bosch, è sovralimentato con un turbocompressore KKK, sviluppa una potenza massima di 306 CV a 6.700 giri al minuto, mentre la coppia motrice raggiunge un picco di 370 N·m a 3.700 giri/min.

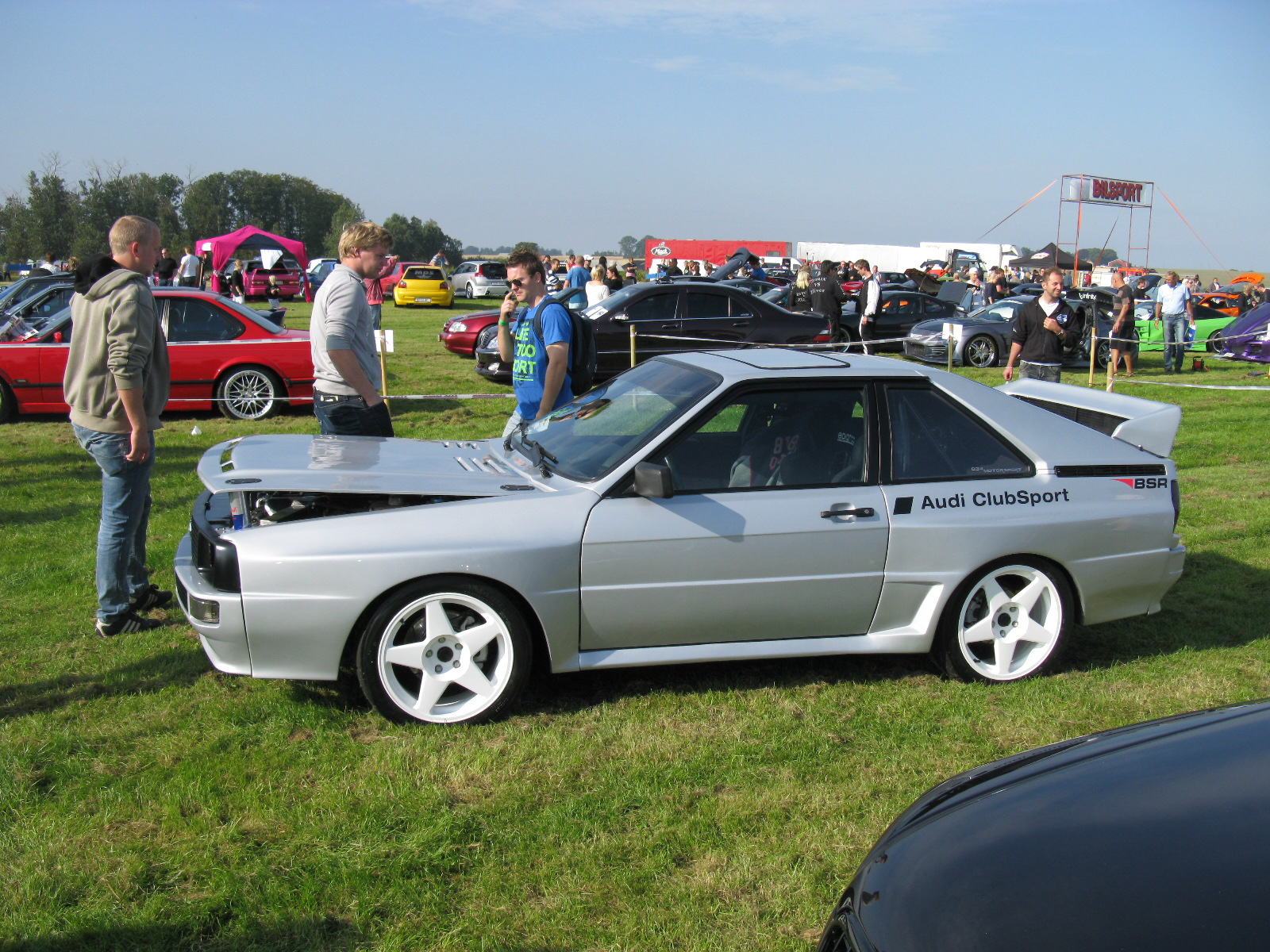
Linea laterale di una Audi Sport Quattro

La carrozzeria era realizzata dalla ditta Baur, utilizzando per i pannelli materiali compositi tranne che per le portiere in acciaio; a livello estetico la diminuzione del passo accentua le dimensioni dello sbalzo anteriore, meno proporzionato rispetto alla quattro. Anche il parabrezza è meno inclinato, il frontale è contraddistinto da numerose prese d'aria per migliorare il raffreddamento termico della meccanica, al posteriore è collocato uno spoiler e i fanali sono bruniti.
La vettura dispone di trazione integrale con 3 differenziali di cui il centrale e il posteriore sono bloccabili, cambio manuale a 5 rapporti, cerchi in lega da 15" di diametro, freni a disco autoventilati da 280 mm di diametro con pinze freno a 4 postoncini più ABS, il peso totale è di 1298 kg.
Le prestazioni sono le seguenti: accelera da 0 a 100 km/h in 4,8 secondi e raggiunge una velocità massima di 250 km/h. Aveva un prezzo di listino elevato, all'epoca circa 180 milioni di lire.

## Sport quattro Concept

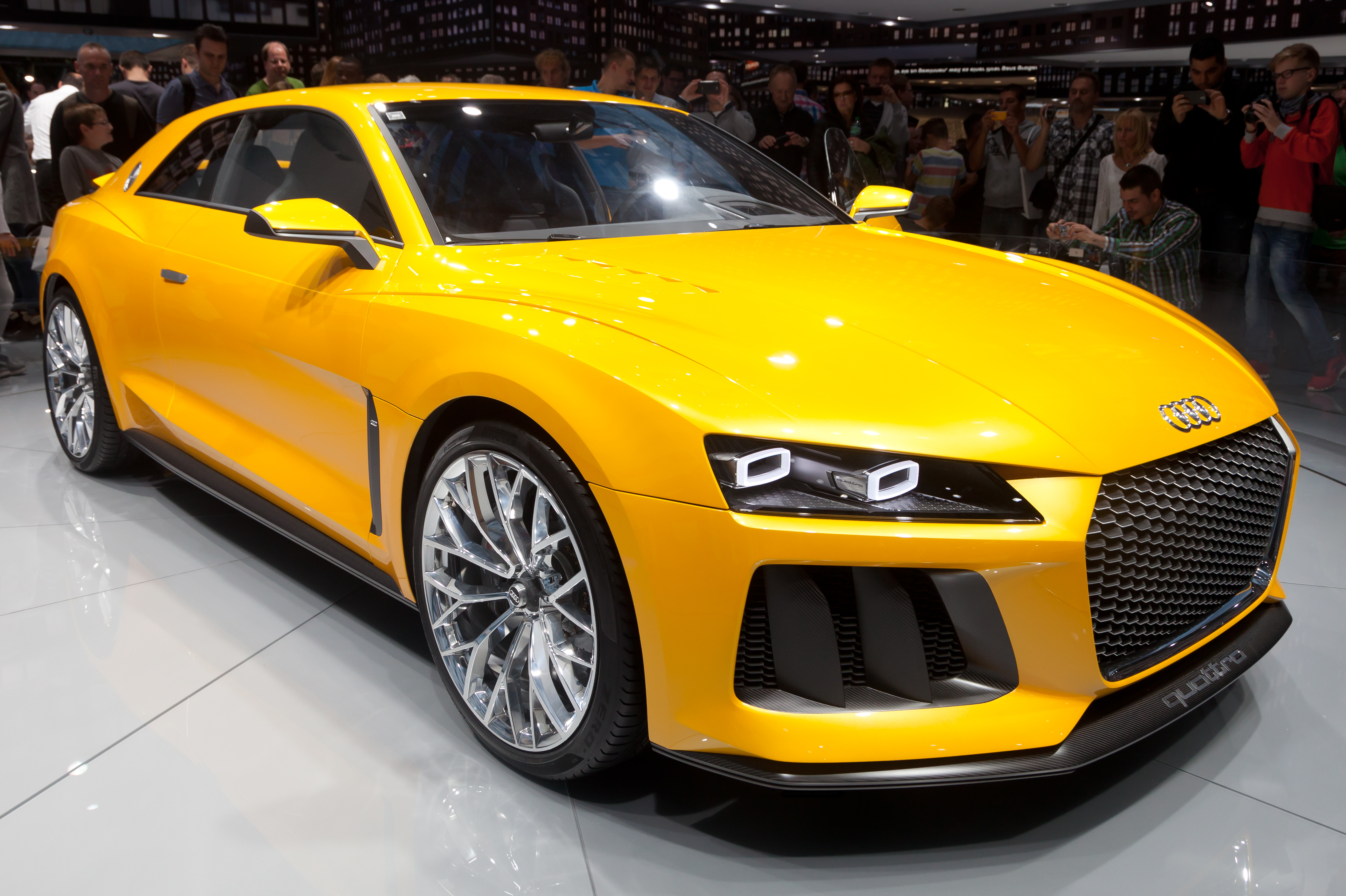
Audi Sport quattro Concept del 2013

Nel 2010, presso il salone di Parigi, è stata presentata un nuovo prototipo della Sport quattro basata sulla RS5. La vettura, dotata di trazione integrale quattro, montava un propulsore TFSI turbo da 408 CV di potenza. Le componenti della carrozzeria erano state realizzate in parte in alluminio e in parte in carbonio per contenere il peso. Avvolti negli pneumatici si trovavano cerchi da 20', mentre l'impianto di illuminazione sfruttava la tecnologia LED.
Nel 2013, per celebrare i 30 anni dal debutto della Sport quattro, l'Audi ha presentato presso il Salone dell'automobile di Francoforte un prototipo che reinterpreta in chiave moderna la vettura. Denominata Sport quattro concept che sfrutta per la propulsione un sistema ibrido di un motore elettrico abbinato ad un propulsore V8 biturbo di 4,0 litri di cilindrata. Questo sistema eroga 700 CV, garantendo un'accelerazione da 0 a 100 km/h in 3,7 secondi con velocità massima di 305 km/h.

## Versioni da competizione

### Sport quattro
Nella prima variante da competizione il peso è stato ridotto rispetto al modello stradale facendo largo uso di kevlar, vetroresina e alluminio per rimpiazzare la precedente carrozzeria in acciaio e vetrature. Il motore sviluppa 450 CV, monta un cambio manuale a 6 rapporti, il peso è di 1090 kg.
Introdotta al Tour de Corse 1984, colse un unico successo con Stig Blomqvist al Rally della Costa d'Avorio e affiancò la precedente Audi quattro A2 nel campionato del mondo rally 1984. Si tratta del modello di Sport quattro che ha disputato più prove di campionato del mondo rally. Questa macchina guidata da Michèle Mouton vinse la Pikes Peak International Hillclimb 1984.

### Sport quattro S1
La normativa del Gruppo B permetteva di schierare evoluzioni delle auto da corsa a condizione che venissero prodotti ulteriori 20 esemplari del modello stradale già realizzato in 200 esemplari. Nel 1985 l'Audi, per fronteggiare il dominio della nuova Peugeot 205 Turbo 16 evo (prima vettura concepita appositamente per il Gruppo B), sviluppa un'evoluzione della Sport quattro contraddistinta dalla sigla S1. Questa nuova versione viene introdotta in occasione del Rally d'Argentina 1985. Nel 1987 l'auto ha una successiva evoluzione e prende il nome di Sport quattro S1 E2

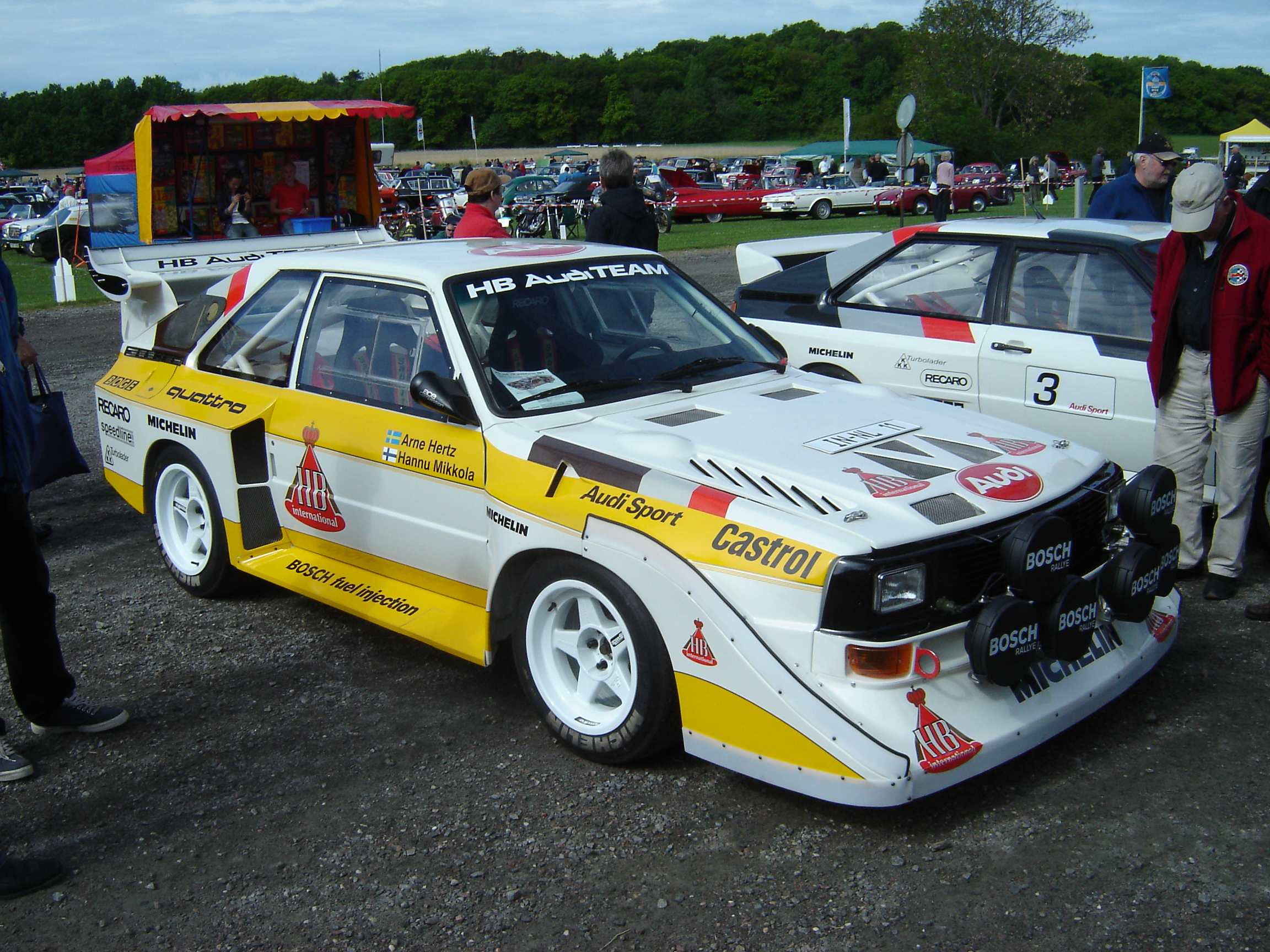
La Sport quattro S1

Caratterizzata a livello estetico da vistose appendici aerodinamiche quali: largo spoiler anteriore e grande alettone posteriore. Rilevante al fine di migliorare il bilanciamento delle masse è lo spostamento al retrotreno dei radiatori, della batteria e di altri componenti ausiliari, ottenendo una redistribuzione dei pesi del 52% all'avantreno e del 48% sull'asse posteriore.
Il motore venne potenziato arrivando a produrre 500 CV, successivi step lo portarono a 540 CV e infine a 600 CV, per migliorarne l'erogazione era dotato di un sistema che evitava il turbo-lag iniettando piccole dosi di carburante anche a farfalla chiusa. In alcune gare l'Audi utilizzo un cambio semiautomatico a doppia frizione. Nonostante queste migliorie l'auto non riuscì a contrastare efficacemente le avversarie, nel mondiale rally l'unico successo è quello del Rally di Sanremo 1985, guidata da Walter Röhrl. La squadra Audi la utilizzò solamente in 6 prove mondiali prima di ritirarsi dai rally. Quest'auto vinse la Pikes Peak nel 1985 con Michèle Mouton e l'anno successivo con Bobby Unser.

### Sport quattro S1 E2 Pikes Peak

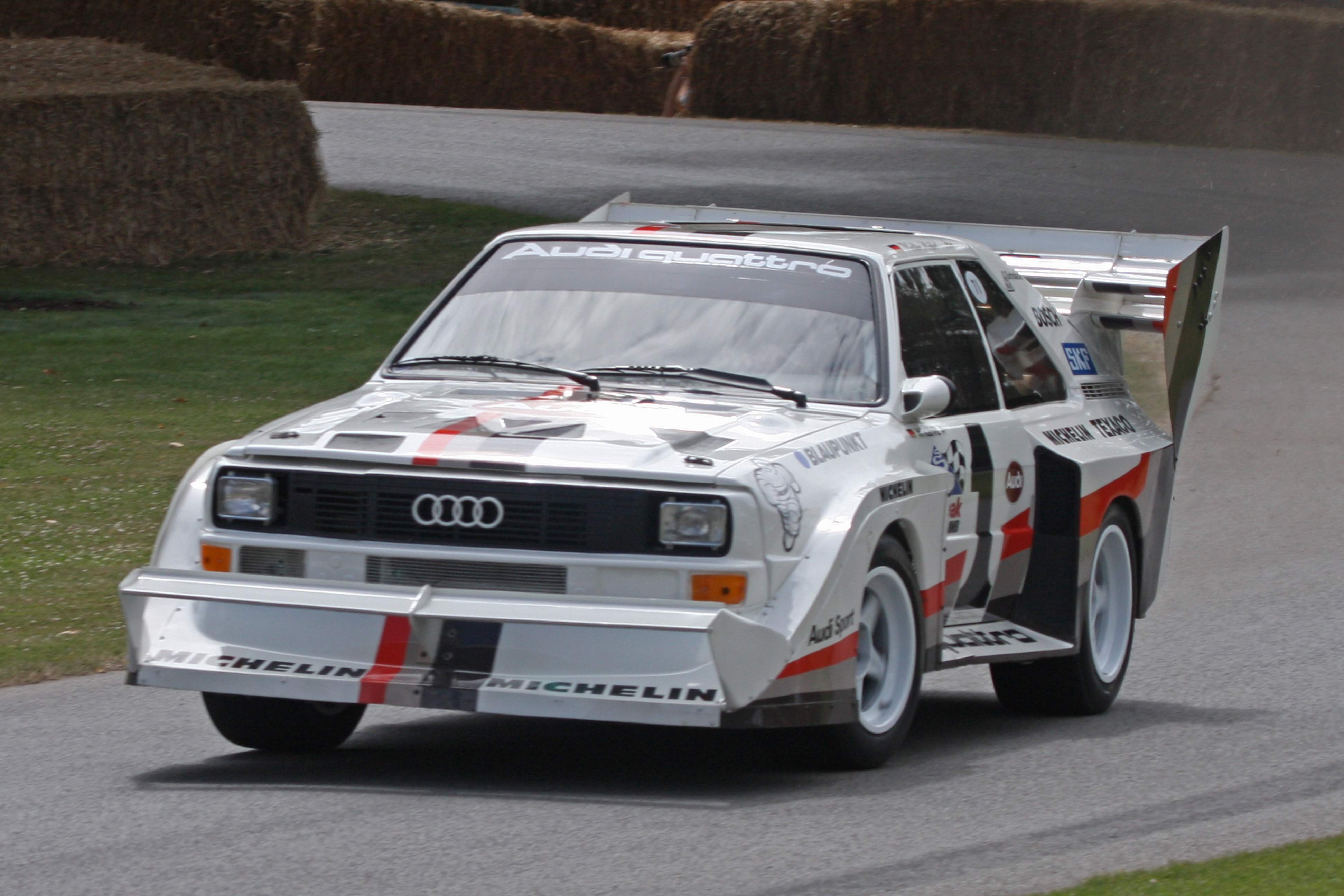
La Sport quattro S1 E2 "Pikes Peak" del 1987

Dopo l'abolizione del Gruppo B, l'Audi utilizzò per l'ultima volta la S1 E2 per gareggiare alla Pikes Peak del 1987. Consapevole della presenza del team Peugeot Sport con tre 205 T16 Evo2, sviluppò accuratamente un'ulteriore evoluzione della propria vettura, dotata di un assetto aerodinamico ad alto carico deportante grazie a dei grandi alettoni, spinta da un motore con una potenza massima di 600 CV a 8.000 giri/min secondo le dichiarazioni del costruttore.
Con questa vettura il pilota Walter Röhrl al debutto sul tracciato della Pikes Peak, vinse l'edizione del 1987, davanti alle tre Peugeot, infrangendo la barriera degli 11 minuti con il nuovo tempo record di 10'47"85.

## Risultati sportivi
La Sport quattro viene utilizzata per la prima volta in gara al Tour de Corse, quinta prova del campionato mondiale rally del 1984, guidata da Walter Röhrl, non termina la corsa per problemi al motore. La vettura viene utilizzata sporadicamente, affiancando nelle restanti prove la collaudata Audi quattro A2 (che per la squadra Audi resta la vettura di punta per la stagione 1984), viene gradualmente sviluppata, subisce alcuni ritiri per problemi tecnici ma ottiene la prima vittoria al Rally della Costa d'Avorio 1984 pilotata da Stig Blomqvist, prova valida solo per la classifica piloti. L'Audi vince il titolo costruttori 1984, tutti i punti conquistati sono stati conseguiti per mezzo della quattro A2, il titolo piloti va al proprio alfiere Blomqvist, che supera il compagno di squadra Hannu Mikkola, grazie anche ad una vittoria ottenuta con la Sport quattro.
Nel 1985 è la vettura ufficiale del team Audi, migliorata nell'affidabilità ma soffre la concorrenza della più competitiva Peugeot 205 T16, ottenendo diversi podi ma nessuna vittoria, per recuperare competitività, la squadra Audi fa debuttare al rally 1000 Laghi di Finlandia, la Sport quattro S1, una versione evoluzione, con la quale poi Walter Röhrl vinse la successiva prova del Rally di Sanremo fu un po' il canto del cigno della casa tedesca nel mondiale rally. A metà stagione del campionato del mondo rally 1986, in seguito a dei drammatici incidenti che coinvolsero dei piloti e degli spettatori nei rally in Portogallo e in Corsica, la FIA annuncia la soppressione del Gruppo B a partire dal 1987 e la squadra Audi decide di ritirarsi subito senza concludere il campionato. Diverse vetture dismesse dal team ufficiale furono acquistate da squadre private per gareggiare nei campionati Rally-Cross e in Cronoscalate.

### Campionato del mondo
| Stagione | Pilota         | 1   | 2   | 3   | 4   | 5   | 6   | 7   | 8   | 9   | 10  | 11  | 12  | 13  | Pos. | Punti |
| -------- | -------------- | --- | --- | --- | --- | --- | --- | --- | --- | --- | --- | --- | --- | --- | ---- | ----- |
| 1984     |                | MON | SWE | POR | KEN | FRA | GRE | NZL | ARG | FIN | ITA | CIV | GBR |     | 1    | 120   |
| 1984     | Stig Blomqvist |     |     |     |     |     |     |     |     |     | NF  | 1   |     |     | 1    | 120   |
| 1984     | Hannu Mikkola  |     |     |     |     |     |     |     |     | NF  |     |     |     |     | 1    | 120   |
| 1984     | Walter Röhrl   |     |     |     |     | NF  | NF  |     |     |     | NF  |     |     |     | 1    | 120   |
| 1984     | Michèle Mouton |     |     |     |     |     | NF  |     |     | NF  |     |     | 4   |     | 1    | 120   |
| 1985     |                | MON | SWE | POR | KEN | FRA | GRE | NZL | ARG | FIN | ITA | CIV | GBR |     | 2    | 126   |
| 1985     | Stig Blomqvist | 4   | 2   | 4   | NF  |     | 2   | 4   | NF  | 2   |     |     |     |     | 2    | 126   |
| 1985     | Hannu Mikkola  |     | 4   |     | NF  |     |     |     |     | NF  |     |     | NF  |     | 2    | 126   |
| 1985     | Walter Röhrl   | 2   | NF  | 3   |     | NF  | NF  | 3   |     |     | 1   |     | NF  |     | 2    | 126   |
| 1986     |                | MON | SWE | POR | KEN | FRA | GRE | NZL | ARG | FIN | CIV | ITA | GBR | USA | 4    | 29    |
| 1986     | Walter Röhrl   | 4   |     | NF  |     |     | NF  |     |     |     |     |     |     |     | 4    | 29    |
| 1986     | Hannu Mikkola  | 3   |     |     |     |     | NF  |     |     |     |     |     |     |     | 4    | 29    |
| 1986     | Harald Demuth  |     |     |     |     |     |     |     |     |     |     |     | NF  |     | 4    | 29    |
| 1986     | John Buffum    |     |     |     |     |     |     |     |     |     |     |     |     | 3   | 4    | 29    |

## Palmarès

### Vittorie nel campionato del mondo rally
| # | Anno | Rally                      | Superficie       | Pilota         | Co-pilota             | Vettura          |
| - | ---- | -------------------------- | ---------------- | -------------- | --------------------- | ---------------- |
| 1 | 1984 | 16ème Rallye Côte d'Ivoire | Sterrato         | Stig Blomqvist | Björn Cederberg       | Sport quattro    |
| 2 | 1985 | 27º Rally di Sanremo       | Sterrato/Asfalto | Walter Röhrl   | Christian Geistdörfer | Sport quattro S1 |

### Altri successi
- - 4 vittorie alla Pikes Peak: 1984 e 1985 con Michèle Mouton, 1986 con Bobby Unser e 1987 con Walter Röhrl.